# هيئة محلفين خاصة
يمكن أن تستخدم هيئة المحلفين الخاصة، والتي تعد لجنة تحكيم مختارة من لفيف خاص من الأشخاص ذوي المؤهلات المحددة، في القضايا المدنية أو الجنائية، وبالرغم من ذلك لا تستخدم في القضايا الجنائية إلا لجنح مثل التحريض على الفتنة. وقد تحمّل الحزب الذي تم اختياره لهيئة المحلفين الخاصة رسمًا كان يقدر بمبلغ 12 جنيهًا (عملة بريطانية) قبل إلغائها مباشرة في إنجلترا.
وكان قانون المحلفين لعام 1870 يحدد المؤهلات المطلوبة لعضوية هيئة المحلفين الخاصة في إنجلترا، وكان الفرق الرئيسي بين هيئة المحلفين الخاصة وهيئة المحلفين المشتركة بموجب هذا القانون مجرد مسألة ثروة؛ بل كان أكثر قليلاً من مجرد مسألة ما إذا كان الشخص يعيش في منزل أكبر، لأنه كان في الأساس مسألة القيمة المقدرة للمنزل. وكان رب البيت، الذي يحصل على مبلغ قيمته 100 جنيه إسترليني في بلدة كبيرة أو 50 جنيهًا إسترلينيًّا في بلدة صغيرة، مؤهلاً ليكون أحد أعضاء هيئة المحلفين الخاصة، بينما كان رب البيت، الذي يحصل على مبلغ قيمته 30 جنيهًا إسترلينيًّا في لندن وميدلسكس و20 جنيهًا في مكان آخر، مؤهلاً ليكون أحد أعضاء هيئة المحلفين المشتركة. وكانت هناك مؤهلات أخرى مختلفة لأعضاء هيئة المحلفين الخاصة، مثل إذا كان يُطلق على الرجل لقب «المبجل» أو إذا كان تاجرًا أو مصرفيًا، ولكن في الممارسة العملية كانت لائحة هيئة المحلفين الخاصة مبنية على أساس أهلية ضريبة المباني (أي المسؤولية لضريبة الأملاك المحلية في إنجلترا).

## معلومات تاريخية
كانت السلطة تقول أنه لا يمكن التأكد من وقت بدء ممارسة تعيين عضو هيئة المحلفين الخاصة للمحاكمات في مشروط بريوس الذي بدأ أولاً، ولكن ربما نشأ هذا الأمر بسبب عرف تعيين أعضاء هيئة المحلفين للمحاكمات في حاجز محاكم وستمنستر، وتم عرضه على إدارة العدالة بشكل أفضل، ولتأمين ترشيح أعضاء هيئة المحلفين المؤهلين بشكل كاف في جميع النواحي لمناصبهم الهامة. وتم الاعتراف القانوني الأول بوجودها متأخرًا جدًا كما في (القانون الثالث جورج الثاني المادة 25)، ولكن يبدو أنه تم قبول المبدأ في أوقات مبكرة. ونجد في عام 1450 (29 هنري السادس) التماسًا لهيئة محلفين خاصة، التي تشمل الأعضاء الذين يقيمون داخل الولاية ولديهم أراض ومساكن بقيمة سنوية تقدر بـ 20 جنيهًا إسترلينيًّا لتجربة الالتماس الذي كان من المفترض أن يلتمس التخفيف عن مشروع قانون الاستئناف في القتل. يتحدث قانون جورج الثاني عن هيئات المحلفين الخاصة كما هي معروفة مسبقًا، ويعلن ويسن أن المحاكم في وستمنستر يجب عليها، بناء على الاقتراح الذي تقدم به المدعي العام المتشكك أو المدعى عليه، تنظيم وتعيين هيئة محلفين خاصة تُعقد قبل التوجيه الصحيح للمحكمة حيث يعتمد السبب على هذه الطريقة لأن هيئات المحلفين الخاصة كانت وعادة ما تكون، في مثل هذه المحاكم على التوالي، في المحاكمات في الحاجز الموجود بالمحاكم المذكورة آنفًا. وبالرغم من أن المادة 17 تنص على عودة المحلفين المؤهلين بشكل صحيح، وحضور الشريف في أي قضية تنشأ في أي مدينة أو مقاطعة من مدينة أو بلدة، إلا أنها لا تذكر شيئًا عن تأهيل أعضاء هيئة المحلفين أو حضور الشريف في القضايا التي تنشأ في مقاطعة كبيرة والتي يجب أن تطبق وفقًا لممارسة سابقة، والذي قد يكون من المفترض أن يتم تأسيسها بشكل أكثر إتقان في الحالات العادية في المقاطعات بدلاً من المناطق الأصغر (المقاطعات الموجودة بالمدينة، وغيرها)، بسبب وقوعها بشكل أكثر تكرارًا.
تم استخدام هيئة المحلفين الخاصة على نطاق أوسع من عام 1770 إلى 1790، تقريبًا خلال فترة لورد مانسفيلد مثل اللورد كبير القضاة لمحكمة مجلس الملك، ثم قل استخدامها بعد ذلك. وتم عرض المتطلبات القانونية الأولى لأعضاء هيئة المحلفين الخاصة في قانون المحكمون لعام 1825 (قانون 6 جورج الرابع المادة 50)، التي تتطلب أن يكون هؤلاء المحلفون تجارًا أو مصرفيين أو مبجلين أو أشخاصًا ذوي درجة أعلى.
في محاكمات الدولة في القرن 18، غالبًا ما كان الملك قادرًا على تأمين الأحكام على المتهم بأنه مذنب في حالة الجنح مثل تهمة التحريض على الفتنة، وذلك باستخدام أعضاء هيئة المحلفين الخاصة بسبب القسم المحدد من المنشأ المنحدرين عنه.

## الممارسة
بهذه الممارسة المتعلقة بالتشكيل أو التشكُل، كما يطلق عليها من الناحية الفنية، كانت هيئة المحلفين الخاصة في القرن الـ 19 كما يلي؛ يحق لكل طرف أن يمتلك القضية المنظور فيها من قبل كل من هيئة المحلفين والمحامين لكلا الجانبين، ووكيل الشريف أو نائبه، وأن يحضر أمام الضابط المختص بعمل المحكمة بلائحة المحلفين والتي وفقًا لأحكام قانون نظام المحلفين لعام 1825 (6 جورج الرابع المادة 50)، ويتم توجيه الشريف سنويًا لملاحظة كتب المحلفين؛ ومن بين تلك الموصوفة في هذا الكتاب مثل المبجلين أو الأشخاص ذوي الدرجة الأعلى أو مثل المصرفيين أو التجار؛ ويتم وضع البطاقات المتطابقة مع أسماء المحلفين على القائمة في صندوق ورجه، ثم يُخرج الضابط ثمانية وأربعين، لأي اسم من الأسماء التي يجوز لأي طرف الاعتراض عليه لعدم القدرة؛ وبافتراض الموافقة على الاعتراض يتم استبداله باسم آخر. إن قائمة الثمانية والأربعين هي المقبلة، وفي فترة لاحقة، تم تقليلها من خلال شطب الأعضاء أمام الضابط نفسه، وأسماء هؤلاء المحلفين الإثني عشر كأحد الأطراف سيتم شطبها أيضًا؛ ثم يتم إدراج أسماء الأربعة وعشرين المتبقين في وثيقة مكتوبة بـالحجز حيث يتم استدعاء المحلفين للقضية، وهم الأشخاص الذين يقوم الشريف باستدعائهم لحضور المحاكمة.

## الإلغاء
ألغيت هيئة المحلفين الخاصة في إنجلترا عام 1949، باستثناء هيئة المحلفين بمدينة لندن التي ظلت موجودة حتى 1971 للمحاكمات التجارية في دائرة مجلس الملكة بمحكمة العدل العليا.